# Majestas Leprosus
Majestas Leprosus è il quarto album in studio del gruppo musicale francese Mütiilation, pubblicato nel 2003 dalla Ordealis Records.

## Tracce
1. Introducing the Plague – 0:26
2. Tormenting My Nights – 8:15
3. Destroy Your Life for Satan – 5:34
4. Bitterness Bloodred – 5:54
5. Majestas Leprosus – 3:17
6. Beyond the Decay of Time and Flies – 6:36
7. The Ugliness Inside – 6:02
8. If Those Walls Could Speak – 7:47
9. Words of Evil – 1:18

## Formazione

### Gruppo
- Meyhna'ch – voce, basso, chitarra, drum machine